# Vesta (istennő)

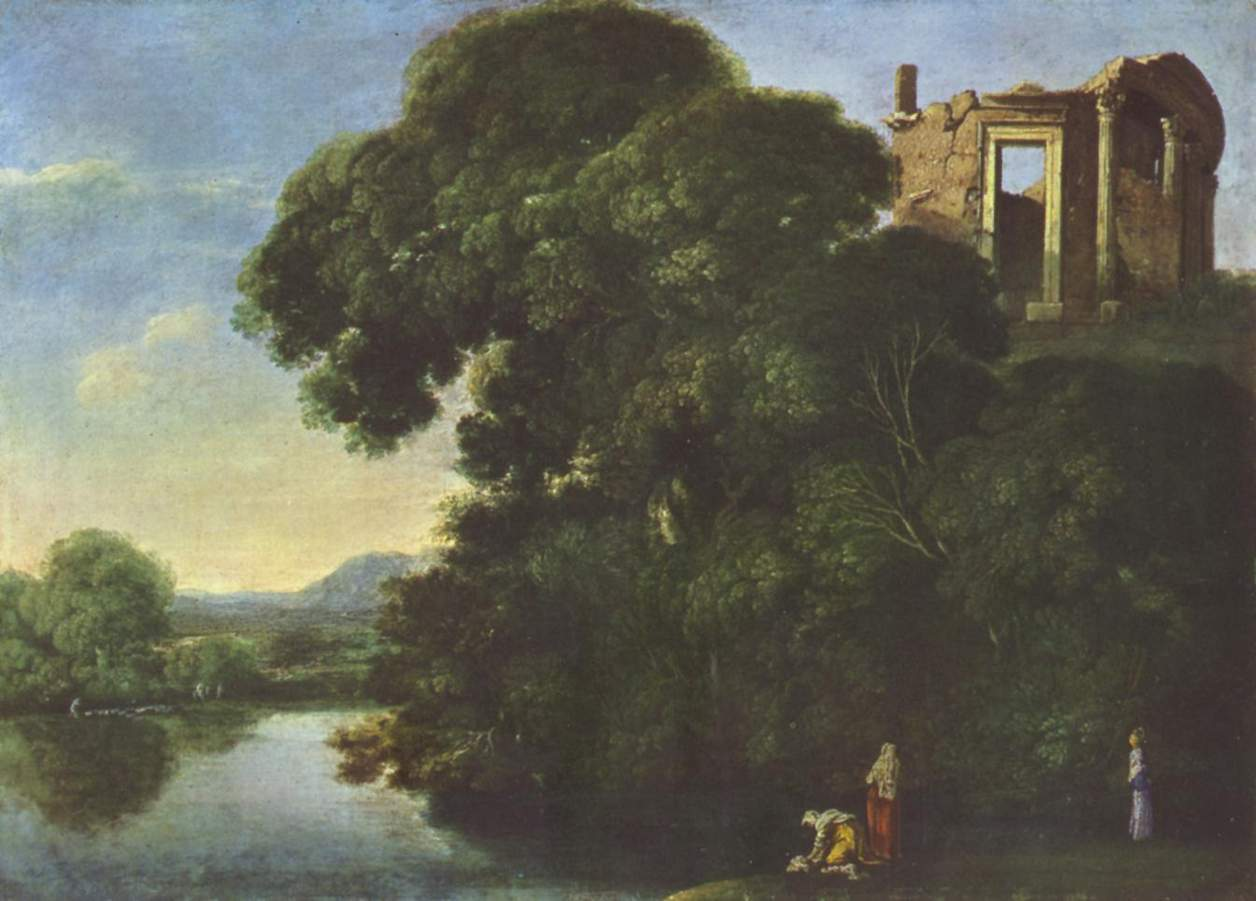
Vesta templom, Tivoli, 1600 körül.

Vesta a családi tűzhely, az otthon és a család istennője volt a római mitológiában, a görög mitológia Hesztia istennőjének megfelelője. A római mítoszok nem is külön személyiségként emlegetik, akihez történetek kötődnének, mint más istenekhez. Még csak nem is ábrázolták: a szent lángban lakott. Miután a tűz lekerült a földre, Vesta szentélyévé vált minden tűzhely, eképp a házak kemencéi és kandallói is. A Forum Romanum-on körtemploma állt, mellette pedig a Vesta-szüzek háza.
A Vestalia ünnepet június 7-étől június 15-éig tartották.
A szent tüzet a Vesta-szüzek őrizték. Minden március 1-jén a tüzet megújították. A láng 391-ig égett, amikor Theodosius császár betiltotta a pogány kultuszokat.